# I-3 (sous-marin)
Le sous-marin japonais I-3 est un croiseur sous-marin de la marine impériale japonaise de classe J-1.
Mis en service en 1926, il a servi dans la deuxième guerre sino-japonaise et la Seconde Guerre mondiale. Pendant ce dernier conflit, il a soutenu l'attaque de Pearl Harbor, a mené des patrouilles de lutte contre le trafic maritime dans l'océan Indien et a participé à la campagne des îles Aléoutiennes, à la campagne de Guadalcanal avant d'être coulé en décembre 1942.

## Conception et description
Construit par Kawasaki Shipbuilding Corporation à Kobe, au Japon, le I-3 a été mis sur cale le 1er novembre 1923 sous le nom de Croiseur sous-marin no 76. Rebaptisé I-3 le 1er novembre 1924, il a été lancé le 8 juin 1925. Il a été achevé le 30 novembre 1926. La marine impériale japonaise l'a accepté pour le service et l'a mis en service le jour même.

## Histoire

### Service précoce
Lors de sa mise en service, le I-3 a été rattaché au district naval de Yokosuka, affecté à la 7e division sous-marine du 2e escadron sous-marin de la 2e flotte. Alors qu'il se trouvait dans la mer intérieure de Seto, il est entré dans la baie de Moroshima en surface à 4 nœuds (7,4 km/h) le 12 juillet 1928, il a subi une panne de gouvernail et s'est échoué au large de l'île Ōmishima à 10h11, endommageant son réservoir de carburant d'étrave. Il a été renfloué à 16h22 et s'est rendu à Kure pour y subir des réparations à l'arsenal naval de Kure.
L'attaché naval allemand au Japon, le Kapitän zur See Paul Wenneker, devait inspecter le I-3 et son navire-jumeau (sister ship) I-2 le 10 janvier 1935 alors que les deux sous-marins étaient amarrés à Yokosuka. Wenneker a visité le I-2 entre 14h50 et 15h40, mais son inspection du I-3 a été annulée en raison du mauvais temps.
Le 15 novembre 1935, le I-3 a été mise hors service et placée en réserve pour subir une reconstruction. Pendant sa mise hors service, son sonar de fabrication américaine a été remplacé par un système de sonar fabriqué au Japon et sa tour de contrôle a été rationalisée. Une fois la reconstruction terminée, il fut remis en service le 1er décembre 1936. Lors de son entretien régulier dans la baie de Sukumo, sur la côte de Shikoku, le 18 mai 1937, il subit une explosion dans un carter d'huile de graissage qui tua un homme et en blessa 17 autres. Il se rendit au chantier naval de Kure pour y être réparé.

### Deuxième guerre sino-japonaise
Le 7 juillet 1937 a eu lieu le premier jour de l'incident du pont Marco Polo, qui a marqué le début de la seconde guerre sino-japonaise. Le 28 juillet 1937, la division du I-3, la 7e division sous-marine, a été affectée au 1er escadron sous-marin de la 1re flotte et en septembre 1937, le 1er escadron sous-marin  a été réaffecté à la 3e flotte qui, à son tour, a été subordonnée à la Flotte de zone chinoise pour le service dans les eaux chinoises. L'escadron, composé des sous-marins I-1, I-2, I-3, I-4, I-5 et I-6, s'est déployé sur une base à Hong Kong avec les ravitailleurs de sous-marins Chōgei et Taigei en septembre 1937. Du 21 au 23 août 1937, les six sous-marins du 1er Escadron de sous-marins ont opéré en mer de Chine orientale comme couverture lointaine pour une opération au cours de laquelle les cuirassés Nagato, Mutsu, Haruna et Kirishima et le croiseur léger Isuzu ont transporté des troupes de Tadotsu, au Japon, à Shanghai, en Chine.
Le 1er Escadron de sous-marins était basé à Hong Kong jusqu'à l'automne 1938. Dans un effort pour réduire les tensions internationales liées au conflit en Chine, le Japon a retiré ses sous-marins des eaux chinoises en décembre 1938.

### Seconde Guerre mondiale
Le 10 novembre 1941 - à cette époque, les I-1, I-2 et I-3 constituaient le 2e escadron de la 17e division sous-marine de la 6e flotte - le commandant de la 6e flotte, le vice-amiral Mizumi Shimizu, a réuni les commandants des flottes de sous-marins pour une réunion à bord de son navire amiral, le croiseur léger Katori, qui était ancré dans la baie de Saeki. Shimizu les a informés de l'attaque prochaine de Pearl Harbor, qui allait entraîner le Japon et les États-Unis dans la Seconde Guerre mondiale. Alors que la marine impériale japonaise commençait à se déployer pour le prochain conflit dans le Pacifique, le I-3 s'est mis en route de Yokosuka à 12h00 le 16 novembre 1941, à destination des îles Hawaï. Le 1er décembre 1941, il se trouvait à moins de 300 milles nautiques (560 km) d'Oahu. Le 2 décembre 1941, la flotte combinée lui envoya le message "Ascension du mont Niitaka 1208" (en japonais : Niitakayama nobore 1208), indiquant que la guerre avec les Alliés commencerait le 8 décembre 1941, heure du Japon, c'est-à-dire le 7 décembre 1941 de l'autre côté de la ligne internationale de changement de date à Hawaï.

#### Première patrouille de guerre
Le 7 décembre 1941, les I-1, I-2 et I-3 arrivèrent dans leurs zones de patrouille dans le canal de Kauai entre Oahu et Kauai, le I-3 étant le plus à l'est des trois. Ils avaient ordre de mener une reconnaissance dans la zone et d'attaquer tout navire qui se serait éloigné de Pearl Harbor pendant ou après l'attaque, qui eut lieu ce matin-là. Le 27 décembre 1941, le I-3 reçut l'ordre du commandant du 2e escadron de sous-marins à bord du sous-marin I-7 de bombarder le port de Nawiliwili, Kauai, le 30 décembre. Le 30 décembre 1941, il est arrivé au large de Nawiliwili de jour et a effectué une reconnaissance périscopique de l'estuaire du fleuve Wailua. À la nuit tombée, il a fait surface et a tiré vingt obus de 140 millimètres (5,5 pouces) à forte puissance explosive depuis ses canons de pont, ciblant le brise-lames du port et un bâtiment qu'il a identifié comme un entrepôt. La plupart des obus n'ont pas atteint leur cible, bien qu'un obus ait endommagé une maison avec des éclats d'obus et qu'un autre ait percé un trou dans un grand réservoir d'essence, qui n'a pas explosé.
Le 31 décembre 1941, le I-3 aperçut ce qu'il identifia comme un porte-avions, deux croiseurs et plusieurs destroyers se dirigeant plein ouest à 100 milles nautiques (190 km) à l'ouest-sud-ouest d'Oahu, mais ne put obtenir une position de tir sur eux. Le 9 janvier 1942, il reçut l'ordre de se dérouter de sa patrouille et de rechercher le porte-avions USS Lexington de la marine américaine, que le sous-marin I-18 avait aperçu, mais il ne trouva pas le Lexington. Il arriva à Kwajalein en compagnie des I-1 et I-2 le 22 janvier 1942. Les trois sous-marins partirent de Kwajalein le 24 janvier 1942 à destination de Yokosuka, qu'ils atteignirent le 1er février 1942. Ils y subirent une révision complète et un carénage.

#### Seconde patrouille de guerre
Pendant que le I-3 était à Yokosuka, le 2e escadron de sous-marins - composé des I-1, I-2, I-3, I-4, I-6 et I-7, ce dernier servant de vaisseau amiral de l'escadron - a été affecté à la Force d'invasion des Indes orientales néerlandaises. Le 12 février 1942, le I-3 quitta Yokosuka avec le commandant de la 7e division sous-marine à bord, à destination de Palau, où il arriva le 16 février 1942 et fit le plein à partir du pétrolier Fujisan Maru, puis reprit la mer le 17 février en compagnie du I-2 à destination des Indes néerlandaises. Les deux sous-marins arrivèrent à Staring Bay, dans la péninsule sud-est de Célèbes, juste au sud-est de Kendari, le 22 février 1942, puis reprirent la mer le même après-midi, en direction de l'océan Indien, au large de la côte sud-ouest de l'Australie, où le I-3 devait effectuer sa deuxième patrouille de guerre dans la région du cap Leeuwin-Baie de Requin. En route, le I-3 aperçut un sous-marin allié en surface dans la mer de Banda, le 23 février 1942, mais ne put se mettre en position de tir>.
Le 2 mars 1942, le I-3 a attaqué en surface le vapeur néo-zélandais armé de 9 540 tonneaux Narbada dans l'océan Indien, à 90 milles nautiques (170 km) à l'ouest-nord-ouest de Fremantle, en Australie. Bien que le Narbada ait subi des dommages mineurs dus à des fragments d'obus, le I-3 n'a pas réussi à le toucher, et lorsque le Narbada a riposté, le I-3 a interrompu son attaque et s'est immergé à la position géographique de 31° 50′ S, 113° 30′ E. Le 3 mars 1942, le I-3 rencontra le vapeur néo-zélandais Tongariro, armé de 8 719 tonnes, dans l'océan Indien, à 90 milles nautiques (170 km) à l'ouest-nord-ouest de l'île de Rottnest et le poursuivit en surface, mais lorsque le Tongariro - qui était sur le point de terminer un voyage de Wellington, en Nouvelle-Zélande, à Fremantle - ouvrit le feu, le I-3 interrompit la poursuite et se retrouva immergé. Le 6 mars 1942, alors qu'il se dirigeait vers l'ouest-sud-ouest en surface, le I-3 aperçut le sous-marin de la marine américaine USS S-40, également en surface et sur une trajectoire croisée. En prenant par erreur le I-3 pour le sous-marin USS Stingray, le S-40 tenta de contacter le I-3, mais le I-3 ouvrit le feu sur lui avec les deux canons de pont à la position géographique de 24° 28′ S, 112° 40′ E. Le S-40 s'est immergé et a tenté de prendre une position de tir sur le I-3 pour une attaque à la torpille, mais le I-3 était trop loin. Le I-3 a conclu sa patrouille avec son arrivée à Penang en Malaisie britannique occupée par les Japonais le 14 mars 1942.

#### Troisième patrouille de guerre
Le 15 mars 1942, le quartier général de la flotte combinée a donné l'ordre à tous les sous-marins du 2eescadron, à l'exception du I-1, de mener des opérations de reconnaissance le long des côtes de Ceylan et de la côte ouest de l'Inde en préparation de l'opération C, le prochain raid dans l'océan Indien des porte-avions de la force mobile combiné. Le 28 mars 1942, le I-3 a donc quitté Penang à destination des eaux de Colombo (Ceylan), où il a aperçu un avion à 13 heures, heure locale, le 31 mars 1942, à une distance de 195 milles nautiques (361 km) de Colombo et à un angle de 135 degrés par rapport à ce port, mais n'a vu aucun autre avion pendant son approche. Il est arrivé dans la région de Colombo le 2 avril 1942 et a commencé à transmettre des bulletins météorologiques au profit du porte-avions japonais et, à 4h25, heure locale, il a aperçu un navire marchand isolé naviguant vers l'ouest à 70 milles nautiques (130 km) de Colombo, en direction de 220 degrés, mais il n'a trouvé aucun navire quittant le port ou y entrant.
Le I-3 a quitté la région de Colombo et ne se trouvait pas à proximité lorsque l'avion du porte-avions de la Force mobile a frappé Colombo le 5 avril 1942 Tôt le matin du 7 avril 1942, il se trouvait dans l'océan Indien à 150 milles nautiques (280 km) à l'ouest-sud-ouest de Colombo lorsqu'il a aperçu cinq navires marchands alliés se dirigeant vers l'est, puis un navire marchand et un pétrolier, tous deux en direction de l'ouest. Après une poursuite infructueuse, il a fait surface à la position géographique de 6° 52′ N, 78° 50′ E et a attaqué le navire marchand armé britannique Elmdale, de 4 872 tonneaux, qui faisait route de Karachi à Colombo. À partir de 2h40, il a tiré trente-neuf obus de 140 millimètres et quatre torpilles sur le Elmdale et a reçu 14 coups d'obus, mais le Elmdale a survécu à la rencontre. Après 01h50 le 8 avril 1942, le I-3 fit surface à 300 milles nautiques (560 km) à l'ouest de Colombo et attaqua le navire marchand armé Fultala de 5 051 tonneaux, qui faisait un voyage de Calcutta, en Inde, à Karachi en transportant 8 000 tonnes de charbon. Il a frappé le Fultala avec une torpille Type 89, et le Fultala a coulé sans perte de vie à la position géographique de 6° 52′ N, 76° 54′ E. Tout son équipage a ensuite été secouru.
Le I-3 est retourné dans sa zone de patrouille au sud-ouest de Colombo le 9 avril 1942, puis s'est dirigé vers Singapour, où il est arrivé en compagnie du I-7 le 15 avril 1942. Il a repris la route le 21 avril 1942 en direction du Japon, et est arrivée à Yokosuka le 1er mai 1942.

#### Quatrième patrouille de guerre
Alors que le I-3 se trouvait à Yokosuka, la campagne des îles Aléoutiennes commença les 3 et 4 juin 1942 par un raid aérien japonais sur le port de Dutch Harbor, en Alaska, suivi rapidement par l'occupation japonaise sans opposition des îles Aléoutiennes d'Attu le 5 juin et de Kiska le 7 juin 1942. Le 10 juin 1842, les I-1, I-2 et I-3 furent réaffectés à la Force du Nord pour servir dans les Aléoutiennes, et le 11 juin 1942, le I-3 part pour les eaux des Aléoutiennes en compagnie des I-1, I-2, I-6 et I-7 pour commencer leur quatrième patrouille de guerre. Le 20 juin 1942, les I-1, I-2 et I-3 rejoignirent la ligne de patrouille "K" dans l'océan Pacifique Nord entre les coordonnées 48°N 178°W et 50°N 178°W. Il resta sur la ligne de patrouille jusqu'au 3 juillet 1942. Le 20 juillet 1942, il fut réaffecté à la Force avancée et reçut l'ordre de retourner au Japon. Il arriva à Yokosuka le 1er août 1942 et y subit des réparations.

#### Campagne de Guadalcanal
Pendant le séjour du I-3 à Yokosuka, la campagne de Guadalcanal a commencé le 7 août 1942 avec des débarquements amphibies américains sur Guadalcanal, Tulagi, les îles Florida, Gavutu et Tanambogo dans le sud-est des îles Salomon. Le 2e escadron de sous-marins a été dissous le 20 août 1942 et le I-3 a été réaffecté au 1er escadron de sous-marins pour les opérations autour de Guadalcanal. Le I-3 quitta Yokosuka le 8 septembre 1942 en compagnie des I-1, I-3, I-4 et I-5, fit escale à Truk du 15 au 17 septembre 1942, et se dirigea vers l'île Shortland dans les îles Shortland,. Pendant qu'il était en mer, il fut réaffecté avec les I-1 et I-3 à la Force des mers du Sud extérieures dans la 8e flotte. Le 26 septembre, le I-3 atteignit l'île Shortland, où les destroyers Amagiri et Ayanami avaient livré quatre péniches de débarquement de classe Daihatsu, chacune chargée d'un canon antiaérien Type 88 de 75 millimètres, d'un tracteur d'artillerie et de plusieurs mortiers d'infanterie Type 96 de 150 millimètres. Les commandants des I-2 et I-3 ont participé à une conférence d'état-major pour décider de la manière de livrer le matériel aux forces de l'armée impériale japonaise sur Guadalcanal, et, après avoir établi leurs plans, les I-2 et I-3 sont partis pour une course de ravitaillement vers Guadalcanal à 3h30 le 27 septembre 1942, chacun remorquant un Daihatsu,. Ils sont retournés à l'île Shortland après avoir livré leurs cargaisons.
Entre le 3 et le 5 octobre 1942, le I-3 a tenté trois ravitaillements à Wickham Anchorage à Vangunu et à Viru Harbor en Nouvelle-Géorgie, mais a avorté à chaque fois. Le 10 octobre 1942, il a été réaffecté au groupe de patrouille "A" de la Force avancée et, alors qu'il patrouillait à 110 milles nautiques (200 km) au sud-sud-est de San Cristobal le 15 octobre 1942, il a transmis un rapport à 22h40 indiquant qu'il avait aperçu plusieurs croiseurs alliés.
Le I-3 revint à Truk le 3 novembre 1942, et pendant ce temps, il fit remplacer son canon de 140 millimètres par un Daihatsu étanche monté à l'arrière de sa tour de contrôle, ce qui lui permit de décharger sa cargaison plus rapidement. Pendant qu'il était à Truk, le commandant de la 6e Flotte, le vice-amiral Teruhisa Komatsu, s'est adressé à une réunion des commandants de ses flottes de sous-marins le 16 novembre 1942 pour les informer que le commandant en chef de la Flotte Combinée, l'amiral Isoroku Yamamoto, avait ordonné à la 6e Flotte d'organiser un système de ravitaillement des forces de la 17e Armée combattant sur Guadalcanal par sous-marin.
Affecté à ces missions de ravitaillement, le I-3 partit de Truk le 19 novembre 1942 à destination de Rabaul avec une cargaison de 20 tonnes de vivres et de médicaments. Il fit escale à Rabaul du 22 au 24 novembre 1942, puis se dirigea vers l'île Shortland, qu'il atteignit le 25 novembre 1942. Transportant un Daihatsu étanche sur sa nouvelle monture, il partit le 27 novembre et atteignit la baie de Kamimbo sur la côte nord-ouest de Guadalcanal le 28 novembre 1942. Il déchargea rapidement le Daihatsu et reprit la route vers l'île Shortland, qu'il atteignit le 30 novembre 1942. Le 1er décembre 1942, il reprit la mer pour un autre ravitaillement de Guadalcanal, mais lorsqu'il fit surface au large de la baie de Kamimbo après le coucher du soleil le 3 décembre 1942, deux torpilleurs à moteur alliés le virent et le forcèrent à plonger, et il revint à l'île Shortland le 5 décembre 1942 sans livrer sa cargaison.

#### Perte
Le 9 décembre 1942, le I-3 fit surface dans la baie de Kamimbo, lança son Daihatsu et commença les préparatifs pour livrer sa cargaison. À 6h52, le bateau PT-59, qui patrouillait la zone en compagnie du PT-44, aperçut le I-3 à la surface avec son Daihatsu à ses côtés. À 7h03, le PT-59 a tiré deux torpilles Mark 15 sur le I-3 à une distance de 370 mètres. Sa deuxième torpille a manqué son coup et est passée sous le PT-44 sans exploser, mais sa première torpille a touché l'arrière du I-3, provoquant une grosse explosion. Le I-3 a rapidement coulé à la position géographique de 9° 12′ S, 159° 42′ E. Quatre membres de son équipage ont été emportés par-dessus bord, ont nagé jusqu'à Guadalcanal et ont survécu, mais les 90 autres membres de l'équipage du I-3 ont péri. Au cours des 90 minutes suivantes, une importante nappe de pétrole est remontée à la surface.
La perte du I-3 a conduit les Japonais à suspendre les voyages de ravitaillement des sous-marins vers Guadalcanal le 11 décembre 1942 Le I-2, qui avait quitté l'île Shortland le 9 décembre 1942 pour un voyage de ravitaillement vers Guadalcanal, a interrompu son voyage le 11 décembre et est retourné à Shortland.
Le I-3 a été rayé de la liste de la Marine le 20 janvier 1943.